# Clasonska gården

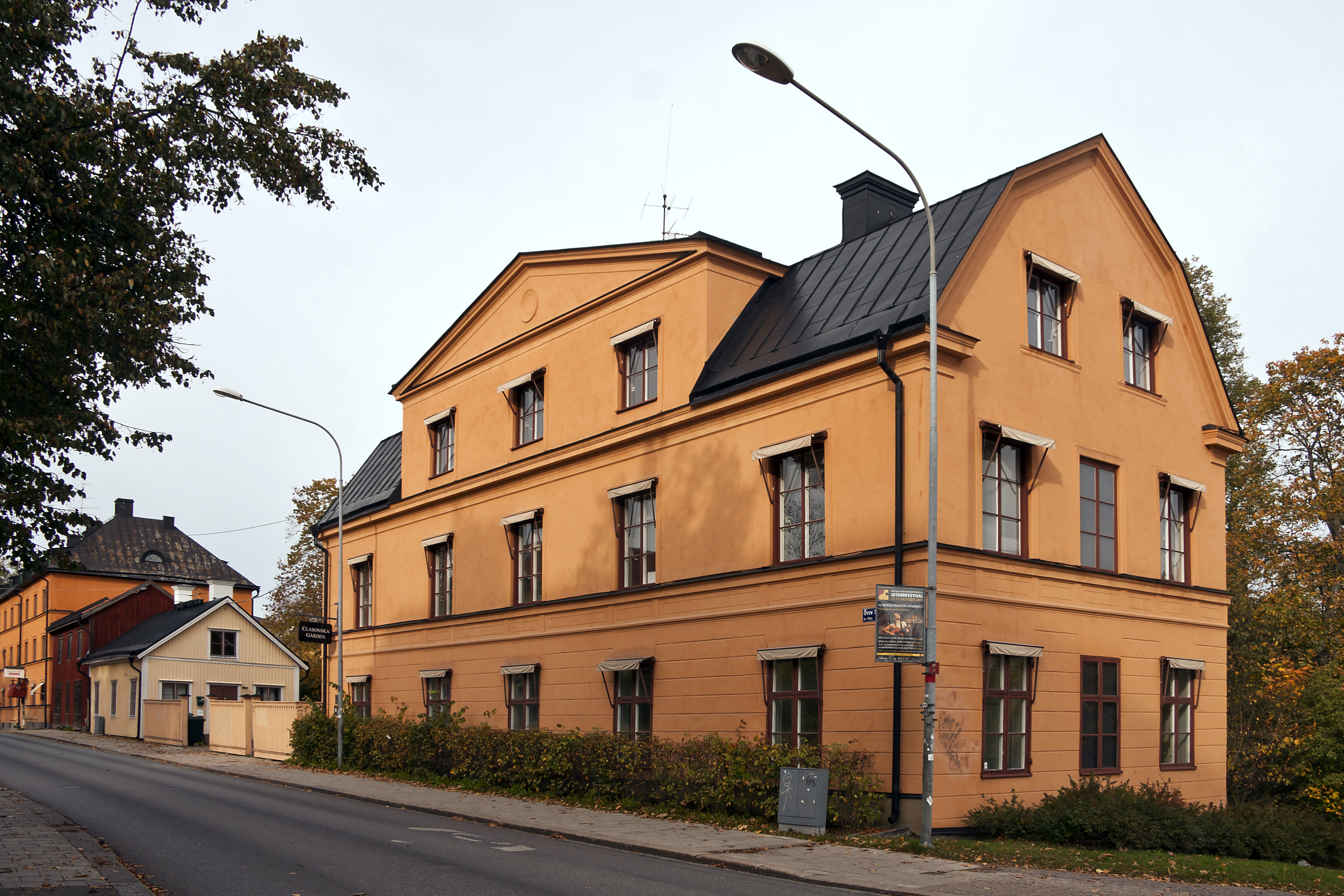
Fasaden mot Övre Slottsgatan.

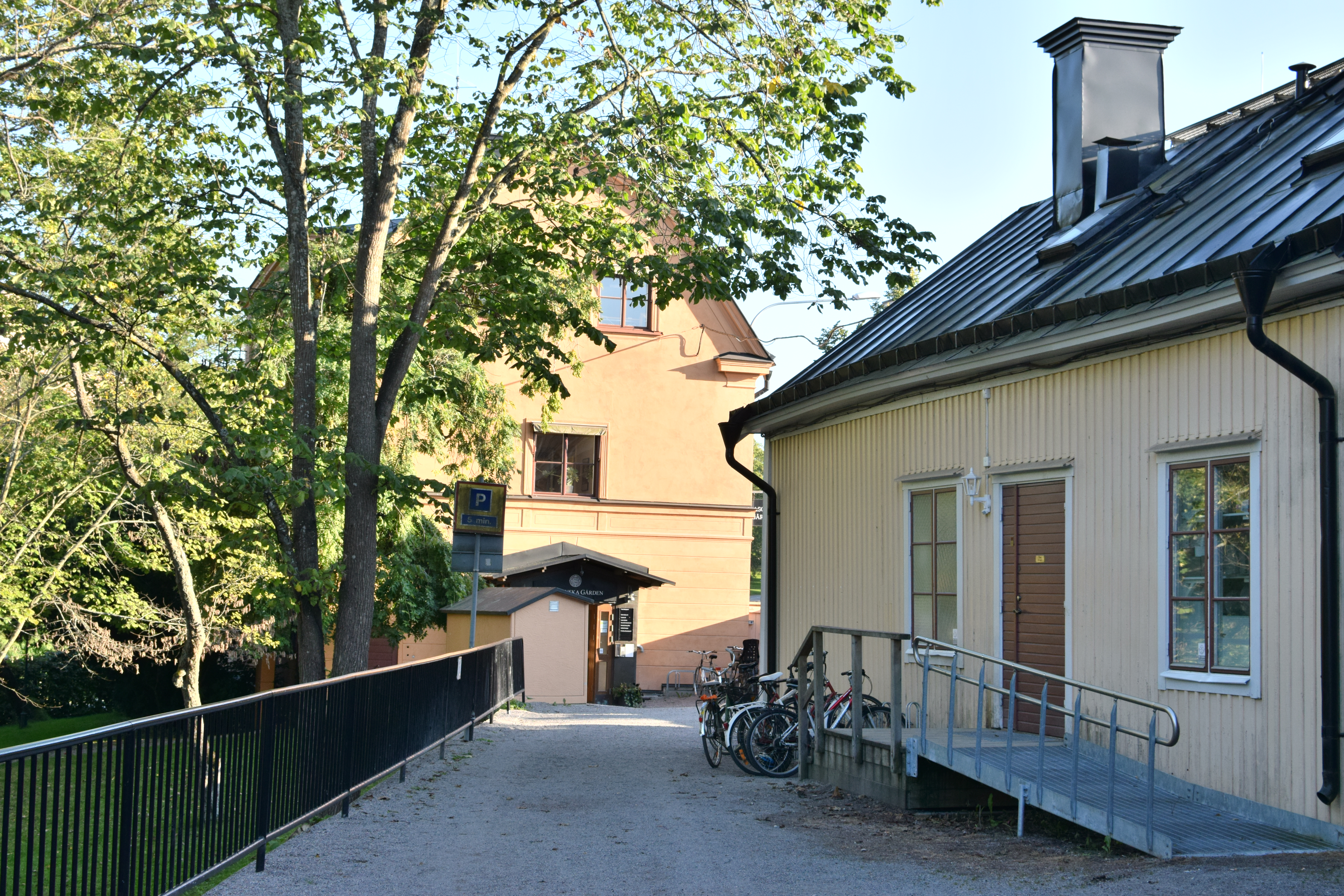
Norra gaveln, bakom "Jontes stuga".

Clasonska gården är en byggnad på Övre Slottsgatan 1 i Uppsala uppförd 1762 som posthus för Uppsala stad. 
Huset står på grunden av en tidigare kanslibyggnad för landshövdingen i Uppsala län, uppförd 1699 och ritad av Olof Rudbeck d.ä.
Postens expedition låg i bottenvåningen och övervåningen var bostad åt postinspektören. På gården fanns vagnshus för postens diligenser. Mellan 1857 och 1873 var Lars Mathias Törngren postinspektör innan postexpeditionen
år 1873 flyttades närmare centrum till Östra Ågatan, och huset kom att användas som privatbostad. Den som gett namn åt huset är professor Edward Clason, och gården var i familjen Clasons ägo från 1873 fram till 1965 då den efter ett antal ombyggnader såldes till Uppsala universitet.
Från slutet av 1960-talet hyrdes huset av Sida för att inrymma de första utbildningarna av utresande biståndspersonal under namnet "Sidas kursgård". Sida lade ner sin verksamhet 1996, och huset har därefter använts av Uppsala universitet. Lokalerna på andra våningen användes länge för konferenser av det bredvidliggande Akademihotellet under namnet Clasonsalen.
Nu (2024) restaureras den anrika byggnaden för att byggas om till "boutiquehotell", en flygel till Akademihotellet, som beräknas öppna under hösten 2025.